# 萧燧
萧燧（1117年—1193年），字照邻，临江军（今江西省樟树市）人。南宋大臣，宋孝宗时参知政事。
萧燧性情聪颖，年幼时能写文章。宋高宗绍兴十八年（1148年）萧燧擢进士高第。授平江府（治今苏州市）观察推官。当时秦桧当权，秋试萧燧主考，秦桧之孫秦塤应举，秦桧派人疏通萧燧。萧燧严词拒绝，因而得罪秦桧，被排斥，滞留州县十余年。宋孝宗初年，以靖州（治今湖南靖县）教授身份被召见，他认为“官当择人，不当为人择官”。擢升为国子司业兼权起居舍人，晋升为起居郎。当时商议复旧疆，图进取。他以为“兵未强，财未裕，宜卧薪尝胆，以图内治”。被擢升为左司谏，劝孝宗正纪纲、容直言、亲君子、远小人。官至右谏议大夫，弹劾贪虐的夔州（今重庆市奉节县）安抚使，没有成功，于是自请贬官出知严州。两年后，改任敷文阁待制知婺州，严州父老相送。淳熙八年（1171年），召回临安府，历任吏部右选侍郎、国子祭酒、枢密都承旨，权刑部尚书、兼权吏部尚书。淳熙十五年（1188年）为参知政事、权知枢密院事。宋孝宗赐给他御书《二十八将传》。宋光宗即位，他上疏六事而奏，绍熙四年（1193年），去世。谥号正肃。

## 延伸阅读
[在维基数据编辑]
 《宋史/卷385》，出自脱脱《宋史》